# Cephalaria
Genre
Classification APG III (2009)
Cephalaria est un genre végétal qui comporte environ 65 espèces de plantes à fleurs. Il appartient à la famille des Caprifoliaceae selon la classification phylogénétique (APG IV), et à celle des Dipsacaceae selon la classification classique de Cronquist. Ce genre est endémique dans l'Europe du Sud, à l'ouest et au centre de l'Asie et au nord et au sud de l'Afrique.
Les plantes du genre Cephalaria sont des herbacées annuelles ou pérennes. Elles mesurent entre 80 cm et 2 m.
Les espèces du genre Cephalaria nourrissent les larves de certains lépidoptères, et, notamment, Schinia imperialis, qui ne tire sa subsistance que de C. procera.

## Quelques espèces
- Cephalaria alpina (L.) Roem. & Schult.
- Cephalaria ambrosioides (Sibth. & Sm.) Roem. & Schult.
- Cephalaria aristata C.Koch
- Cephalaria coriacea (Willd.) Roem. & Schult. ex Steud.
- Cephalaria flava (Sibth. & Sm.) Szabó
- Cephalaria gigantea (Ledeb.) Bobrov
- Cephalaria joppica (Spreng.) Bég.
- Cephalaria laevigata (Waldst. & Kit.) Schrad.
- Cephalaria leucantha (L.) Roem. & Schult.
- Cephalaria linearifolia Lange
- Cephalaria litvinovii Bobrov
- Cephalaria pastricensis Dörfl. & Hayek
- Cephalaria radiata Griseb. & Schenk
- Cephalaria setulifera Boiss. & Heldr.
- Cephalaria squamiflora (Sieber) Greuter
- Cephalaria scabra (L.f.) Roem. & Schult.
- Cephalaria syriaca (L.) Roem. & Schult.
- Cephalaria tchihatchewii Boiss.
- Cephalaria transylvanica (L.) Roem. & Schult.
- Cephalaria uralensis (Murray) Roem. & Schult.

### Culture et emploi
Certaines espèces de Cephalaria sont cultivées comme plantes ornementales dans les jardins. L'espèce la plus populaire est C. gigantea, une espèce pérenne du Caucase qui peut atteindre 2 m de haut, particulièrement appréciée en raison de la vigueur de croissance, de son feuillage vert sombre et de ses fleurs jaunes (Huxley 1992).